# Малки тайни (филм, 1969)
Вижте пояснителната страница за други значения на Малки тайни.
„Малки тайни“ е игрален филм, съвместна продукция на Западен Берлин и България (криминален) от 1969 година на режисьора Волфганг Щауте, по сценарий на Волфганг Щауте и Анжел Вагенщайн. Оператор е Волф Вирт. Музиката във филма е композирана от Милчо Левиев.

## Актьорски състав
- Апостол Карамитев – следователят Дамянов
- Карл Михаел Фолгер – Лотар Кунце
- Ани Бакалова – Зора
- Константин Коцев – Балас
- Мая Драгоманска – Бинка
- Веселин Борисов
- Станя Михайлов